# Jean-Adolphe de Feller
Jean Antoine Adolphe de Feller (Autelhaut, 1 oktober 1769 - Autelbas, 16 april 1837) was een Zuid-Nederlands edelman.

## Geschiedenis
Jean-Antoine werd geboren in Autelhaut bij Aarlen, op het familiaal buitenverblijf van Dominique de Feller en Marie-Claire d'Olimart.
In 1741 was Dominique de Feller, secretaris van de regering in de Oostenrijkse Nederlanden, tot de adel verheven. Hij was de vader van onder meer de jezuïet François Xavier de Feller (Brussel, 1835 - Regensburg, 1802), die grote naam maakte als polemisch schrijver en uitgever van de Journal historique et littéraire en als erudiet schrijver van de Dictionnaire historique.
De moeder van François-Xavier heette Marie-Catherine Gerber, die van Jean-Antoine heette Marie-Claire Catherine d'Olmart, zodat een tweede huwelijk mogelijk is. Of zo niet - en gezien het leeftijdsverschil is dit meer waarschijnlijk - was er ook een zoon van Dominique met zelfde voornaam, die het huwelijk de Feller-d'Olmart aanging en die secretaris werd van de Raad van Brabant.
Jean-Antoine promoveerde tot licentiaat in de rechten aan de universiteit van Nancy en werd advocaat in Luxemburg. Zijn curriculum tijdens de revolutiejaren en het Franse keizerrijk is niet bekend. Het buitenverblijf de Feller in Autelhaut werd in 1794 door Franse troepen in brand gestoken, zodat een emigratie van de Feller tot de mogelijkheden behoort. Ook de jezuïet de Feller emigreerde trouwens en overleed in Regensburg. 
Het is pas in 1816 dat Jean-Antoine weer tevoorschijn kwam, door erfelijke adelserkenning te verkrijgen, samen met de benoeming in de Ridderschap van de provincie Luxemburg. Hij werd lid van de Provinciale Staten van Luxemburg en districtscommissaris voor Aarlen. In Autelbas, waar hij ook eigendommen had, herstelde hij in 1828 een bloemmolen gebouwd op de beek Elterdeich.
In 1793 trouwde hij met Marie-Georgette d'Aymery (1765-1832), maar het huwelijk bleef onvruchtbaar en de familie de Feller doofde uit bij zijn dood in 1837.
In Aarlen (afdeling Autelbas) is er een Rue Jean de Feller.